# Петрук, Андрей Дмитриевич
Андре́й Дми́триевич Петру́к (24 апреля 1930, Смоляры, Волынское воеводство — 12 февраля 2017, Кривой Рог, Днепропетровская область) — советский шахтёр, бригадир проходчиков треста «Дзержинскруда» Министерства чёрной металлургии УССР. Герой Социалистического Труда (1971).

## Биография
Родился 24 апреля 1930 года в селе Смоляры. Украинец.
В 1948 году окончил среднюю школу, после окончания которой пошёл работать на железнодорожную станцию Ковель, где проработал до 1950 года. В 1954—1957 годах работал помощником машиниста грузовой машины. С 1957 года возглавил бригаду проходчиков шахты «Северная» рудоуправления имени Кирова в Кривом Роге.
30 марта 1971 года, указом Президиума Верховного Совета СССР, за выдающиеся успехи в выполнении заданий пятилетнего плана по развитию чёрной металлургии Петруку Андрею Дмитриевичу было присвоено звание Героя Социалистического Труда с вручением золотой медали «Серп и Молот» и ордена Ленина.
В начале 1970-х годов окончил Криворожский техникум рудничной автоматики.
Был новатором производства, мастером скоростных проходок, инициатором трудовых начинаний, испытателем новой техники и рационализатором, владел всеми горными профессиями, был наставником молодёжи. Производственные планы выполнял на 180—200 %, годовые задачи — досрочно. Делегат XXVI съезда КПСС (1981), участник ВДНХ.
Умер 12 февраля 2017 года в Кривом Роге.

## Награды
- Почётный горняк СССР (1965);
- Медаль «Серп и Молот» (30.03.1971);
- дважды Орден Ленина (22.03.1966, 30.03.1971);
- знак «Шахтёрская слава» 3-й степени;
- Юбилейная медаль «20 лет независимости Украины» (19 августа 2011)[1];
- медали.

## Память
- Имя на Стеле Героев в Кривом Роге.